# Дуги парламент
Дуги парламент је назив за заседање енглеског Парламента које је трајало 20 година, од 1640. до 1660. године.
Парламент је 3. новембра 1640. године сазвао Чарлс I, због банкрота после Рата бискупа. Историчари су ово заседање Парламента назвали Дугим парламентом, како би га разликовали од претходног, Кратког парламента, који је трајао од априла до маја 1640.
Предвођени Џоном Пимом, чланови Парламента су покушали да ограниче многе краљеве привилегије, које су после Чарлсовог ступања на престо наишле на велики отпор. Напетост између краља и Парламента који је могао да буде распуштен само на основу одлуке својих чланова, погоршала се пошто је пропао краљев покушај да ухапси пет чланова Парламента. Криза која је настала између краља и Парламента је прерасла у Енглески грађански рат.
После Чарлсовог пораза, војска је преузела политичку власт у земљи, а 1684. пуковник Томас Прајд избацио је већину Парламента, а у њему је оставио само 60 чланова. Овај догађај је познат као Прајдово чишћење парламента. Парламент којег су чинили само преостали чланови у историји се назива Крњи парламент који је у таквом саставу организовао суђење и погубљење краља, а 1649. је основао Комонвелт.
Оливер Кромвел је 1653. избацио и чланове Крњег парламента, да би се они поново вратили 1659. пошто је пропао покушај Кромвеловог сина Ричарда да постане лорд протектор.
Дуги парламент се самоиницијативно распустио у марту 1660. године, пошто је претходно вратио све чланове који су били избачени за време Прајдовог чишћења парламента. Распуштање Дугог парламента је утрло пут следећем, Конвенционом парламенту, и поновном успостављању Монархије.